# Орсе (кантон)
Орсе́ (фр. Orsay) — кантон у Франції, в департаменті Ессонн регіону Іль-де-Франс.

## Склад кантону
Кантон включає в себе 2 муніципалітетів:
| Муніципалітет | Площа | Населення, осіб | Рік  |
| ------------- | ----- | --------------- | ---- |
| Бюр-сюр-Іветт | 4,17  | 9773            | 2007 |
| Орсе          | 7,97  | 16411           | 2007 |

## Консули кантону
| Період    | Консул                    | Посада                             |
| --------- | ------------------------- | ---------------------------------- |
| 1985—1992 | Michel Lochot             | Мер муніципалітету Орсе            |
| 1992—1998 | Alain Holler              | Член ради муніципалітету Орсе      |
| 1998—2004 | Marie-Françoise Parcollet | Заступник мера муніципалітету Орсе |
| 2004—2011 | David Ros                 | Мер муніципалітету Орсе            |

| Франція | Це незавершена стаття з географії Франції. Ви можете допомогти проєкту, виправивши або дописавши її. |